# 鄂州
鄂州（がくしゅう）は、中国にかつて存在した州。隋代から元初にかけて、現在の湖北省武漢市一帯に設置された。

## 概要
454年（孝建元年）、南朝宋により置かれた郢州を前身とする。
589年（開皇9年）、隋が南朝陳を滅ぼすと、郢州は廃止されて、鄂州が置かれた。鄂州は江夏・永興・武昌・蒲圻の4県を管轄した。607年（大業3年）に州が廃止されて郡が置かれると、鄂州は江夏郡と改称された。
621年（武徳4年）、唐が蕭銑を滅ぼすと、江夏郡は鄂州と改められた。742年（天宝元年）、鄂州は江夏郡と改称された。758年（乾元元年）、江夏郡は鄂州の称にもどされた。鄂州は江南西道に属し、江夏・永興・武昌・蒲圻・唐年・漢陽・汊川の7県を管轄した。
宋のとき、鄂州は荊湖北路に属し、江夏・崇陽・武昌・蒲圻・咸寧・通城・嘉魚の7県と宝泉監を管轄した。
1277年（至元14年）、元により鄂州は鄂州路総管府と改められた。鄂州路は湖広等処行中書省に属し、録事司と江夏・咸寧・嘉魚・蒲圻・崇陽・通城・武昌の7県を管轄した。1301年（大徳5年）、鄂州路は武昌路と改称された。1364年、朱元璋により武昌路は武昌府と改められた。